# Wandbeen
De wandbeenderen of ossa parietalia zijn in de menselijke schedel de gebeentes die de zij- en bovenkant van het hoofd vormen. Een mens heeft één linker- en één rechterwandbeen.
Bij een volwassen mens varieert de dikte van de wandbeenderen van 7 millimeter aan de achterkant (waar ze aan het achterhoofdsbeen hechten) tot ± 4 millimeter op de slapen. Daar grenzen ze aan het wiggenbeen (geel op illustratie 1). Ze liggen verder tegen het voorhoofdsbeen en het linker- en rechter slaapbeen (rood op illustratie 1).

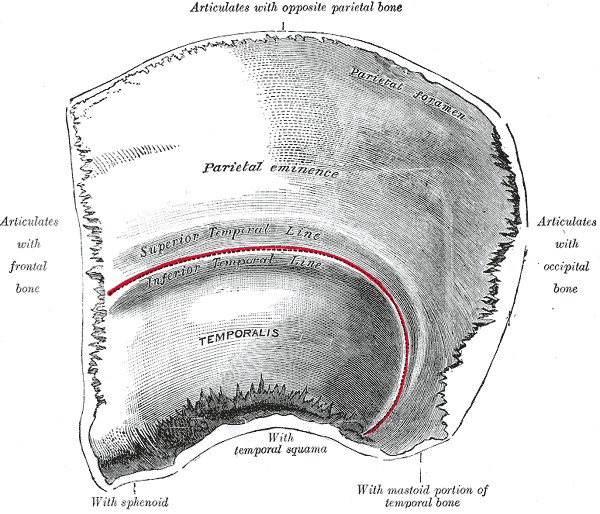
2. Buitenkant wandbeen (linkerhelft)

Wandbeenderen zijn aan de buitenkant van boven naar beneden recht en glad, tot waar ze ongeveer halverwege het oppervlak overgegaan zijn van kraakbeen naar bot (ossificatie). Daaronder bevindt zich eerst een grotere en vervolgens een kleinere uitstulpende boog (zie de rode scheidingslijn op illustratie 2). De bovenste markeert de aanhechting aan het slaapbeen, de onderste het uiterste bovenpunt van de musculus temporalis.